# Pirjo Aalto
Pour les articles homonymes, voir Aalto.
Pirjo Hannele Aalto, née Mattila le 19 février 1961 à Huittinen, est une biathlète finlandaise.

## Biographie
En 1983, elle participe à la Coupe du monde qui voit organisées des courses féminines pour la première fois, finissant sur le podium à l'individuel de Lappeenranta.
En 1985, pour ses débuts en mondial, elle remporte sa première médaille aux Championnats du monde avec le bronze sur le relais et est sixième de l'individuel. Aux Championnats du monde 1987, avec le quatrième rang sur l'individuel, elle enregistre son meilleur résultat dans les rendez-vous majeurs.
Aux Mondiaux 1990, elle remporte de nouveau la médaille de bronze au relais.
Elle participe en 1994 aux Jeux olympiques de Lillehammer sa dernière compétition internationale (61e du sprint).

## Palmarès

### Jeux olympiques d'hiver
| Épreuve / Édition   | Individuel | Sprint | Relais |
| ------------------- | ---------- | ------ | ------ |
| JO 1994 Lillehammer | -          | 61e    | -      |

Légende :
- — : pas de participation à l'épreuve.

### Championnats du monde
| Épreuve     | 1985 à Ruhpolding | 1987 à Lahti | 1988 à Chamonix | 1989 à Feistritz | 1990 à Minsk, Oslo et Kontiolahti | 1993 à Borovets |
| ----------- | ----------------- | ------------ | --------------- | ---------------- | --------------------------------- | --------------- |
| Individuel  | 6e                | 4e           | 27e             | 9e               | 19e                               | 4e              |
| Sprint      | 19e               | 13e          | 39e             | 9e               | 6e                                | 18e             |
| Relais      | Bronze            | -            | 10e             | 6e               | Bronze                            | 10e             |
| Par équipes |                   |              |                 | 5e               | 7e                                | 10e             |

### Coupe du monde
- Meilleur classement général : 7e en 1983 et 1990[1].
- 1 podium individuel : 1 deuxième place.
- 1 victoire en relais et 1 victoire par équipes.